# Gallura (Region)

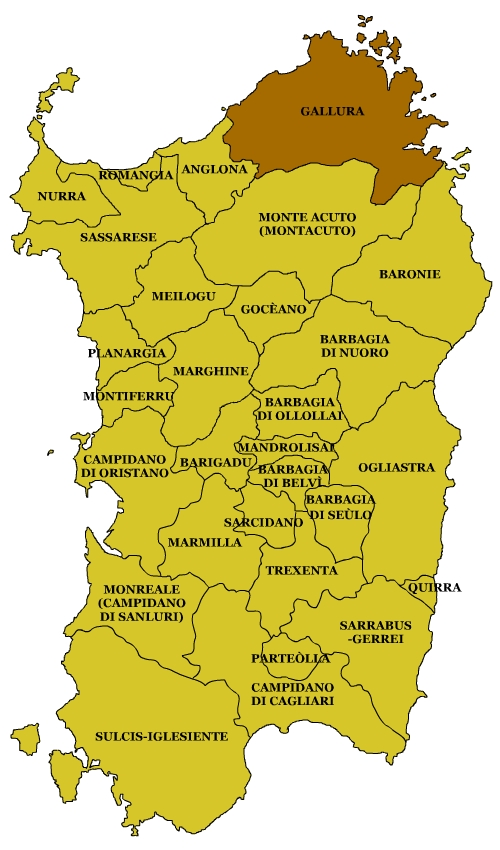
Karte der Gallura

Die früher dünn besiedelte Gallura (sardisch Gaddura [ɡaɖˈɖuɾa]) ist eine Granit-Region in der Provinz Nord-Est Sardegna im Nordosten der italienischen Mittelmeerinsel Sardinien. In Sichtweite ihrer Nordküste liegt jenseits der Straße von Bonifacio das Südende der Insel Korsika. Die Gallura ist geologisch der nördliche Teil einer kristallinen Höhenzone, die Sardiniens Osthälfte in Nord-Süd-Richtung durchzieht. Nach ihr ist auch der bekannte Weißwein Vermentino di Gallura benannt.

## Geographie
Die Küste dieser vom Tourismus zuerst erschlossenen Region Sardiniens (Costa Smeralda) ist stark gegliedert und hat eine Anzahl vorgelagerter Inseln, die mehrheitlich zum La-Maddalena-Archipel zählen. Im Binnenland bestimmen Korkeichenwälder und die Macchia das Bild. Die größten Orte der Region sind Arzachena (Alzachena), Olbia (früher Terranoa), mit Golfo Aranci als Fähr- und Flughafen, Tempio Pausania (Tempiu) und La Maddalena (A Maddalena).
Vom Nordhafen Santa Teresa Gallura sind es nur 12 km bis nach Korsika. Fähren pendeln von dort mehrmals täglich nach Bonifacio. Bei klarem Wetter kann man dessen weiße Kreidefelsen vor den hohen Bergen Korsikas leuchten sehen. Am Capo Testa findet man eine bizarre Felsenwelt mit etlichen Granitformationen, denen wegen ihres Aussehens Tiernamen gegeben wurden.

## Geschichte und Sprache
Im 18. Jahrhundert wurde die Gallura während einer Pestepidemie fast entvölkert. Anschließend wurden Menschen aus dem gegenüberliegenden Südkorsika angesiedelt. Infolgedessen ist der galluresische Dialekt eng mit dem Korsischen verwandt und hat kaum etwas mit dem Sardischen zu tun. Infolge der über zwei Jahrhunderte langen Trennung von den übrigen korsischen Dialekten hat er aber eine eigene Entwicklung genommen.
Der Name Gallura ist wohl aus der Wurzel *gal/kal für ‚Bergkamm‘ aus der präromanischen Substratsprache abgeleitet. Die Volksetymologie erklärt ihn dagegen als Ableitung von gallo (‚Hahn‘), weil man in der Gallura noch die Hähne auf Korsika krähen hören könnte.

## Sehenswürdigkeiten
Merkmal der Gallura ist, dass, geologisch bedingt, die im Rest Sardiniens gehäuft auftretenden Domus de Janas völlig fehlen.
- Albucciu (Nuraghe)
- Cabu Abbas (nuraghischer Gipfelkomplex)
- Capo d’Orso (Felsenkap)
- Coddu Vecchiu (Gigantengrab)
- Li Lolghi (Gigantengrab)
- Li Muri (Steinkisten-Nekropole)
- Malchittu Megarontempel
- Protonuraghe Maiori (Nuraghe)
- Sa Testa (Brunnenheiligtum)
- Gigantengrab Su Monte de s’Ape
- die Tafoni

## Bildergalerie

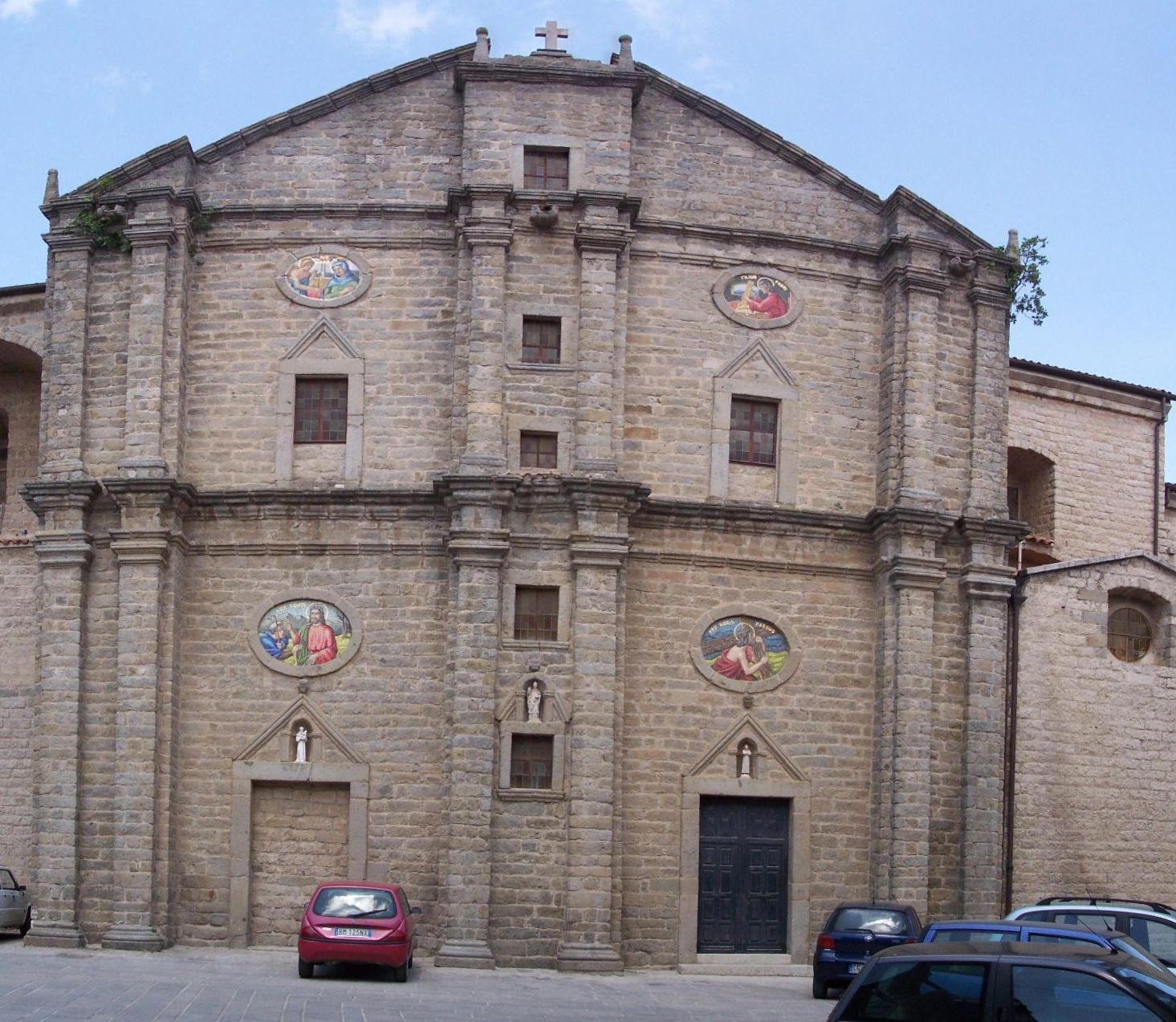
Kathedrale von Tempio Pausania
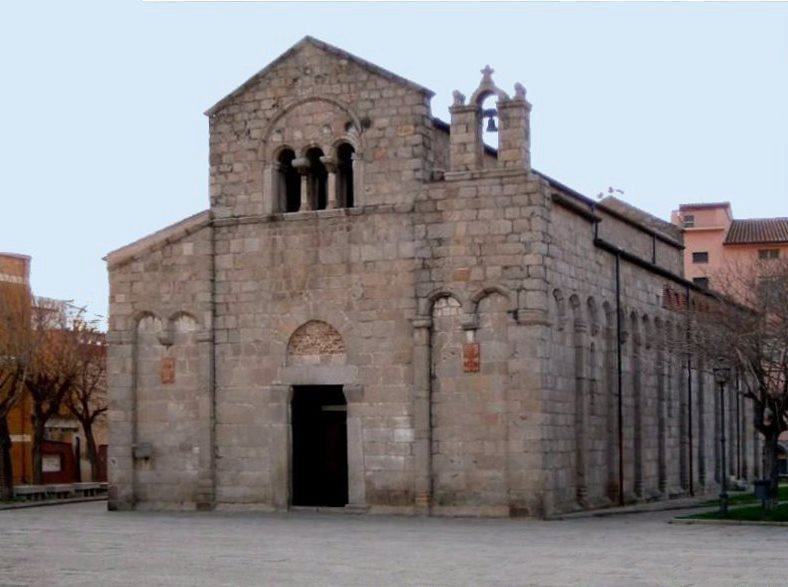
San Simplicio in Olbia
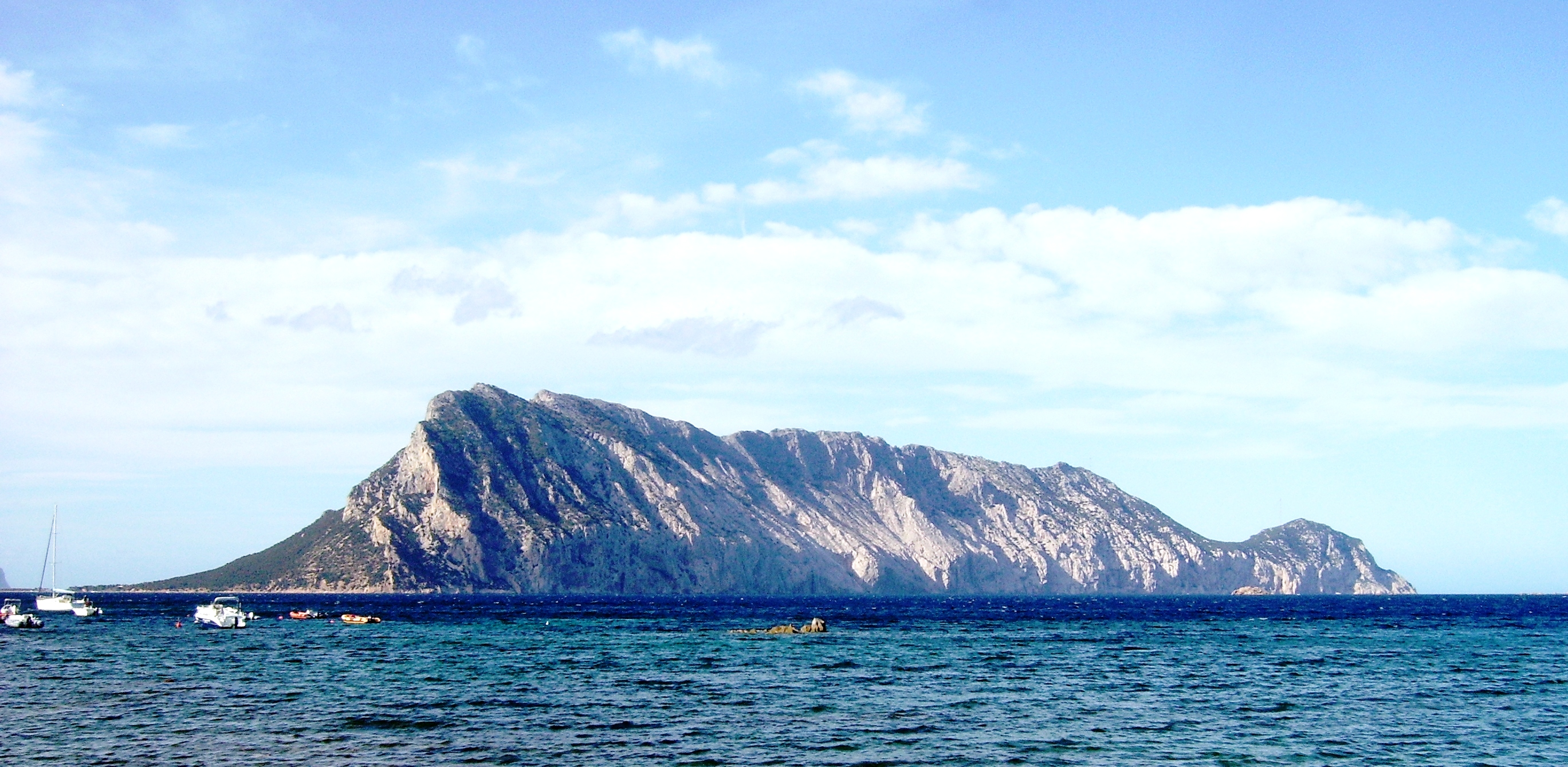
l'Isola di Tavolara
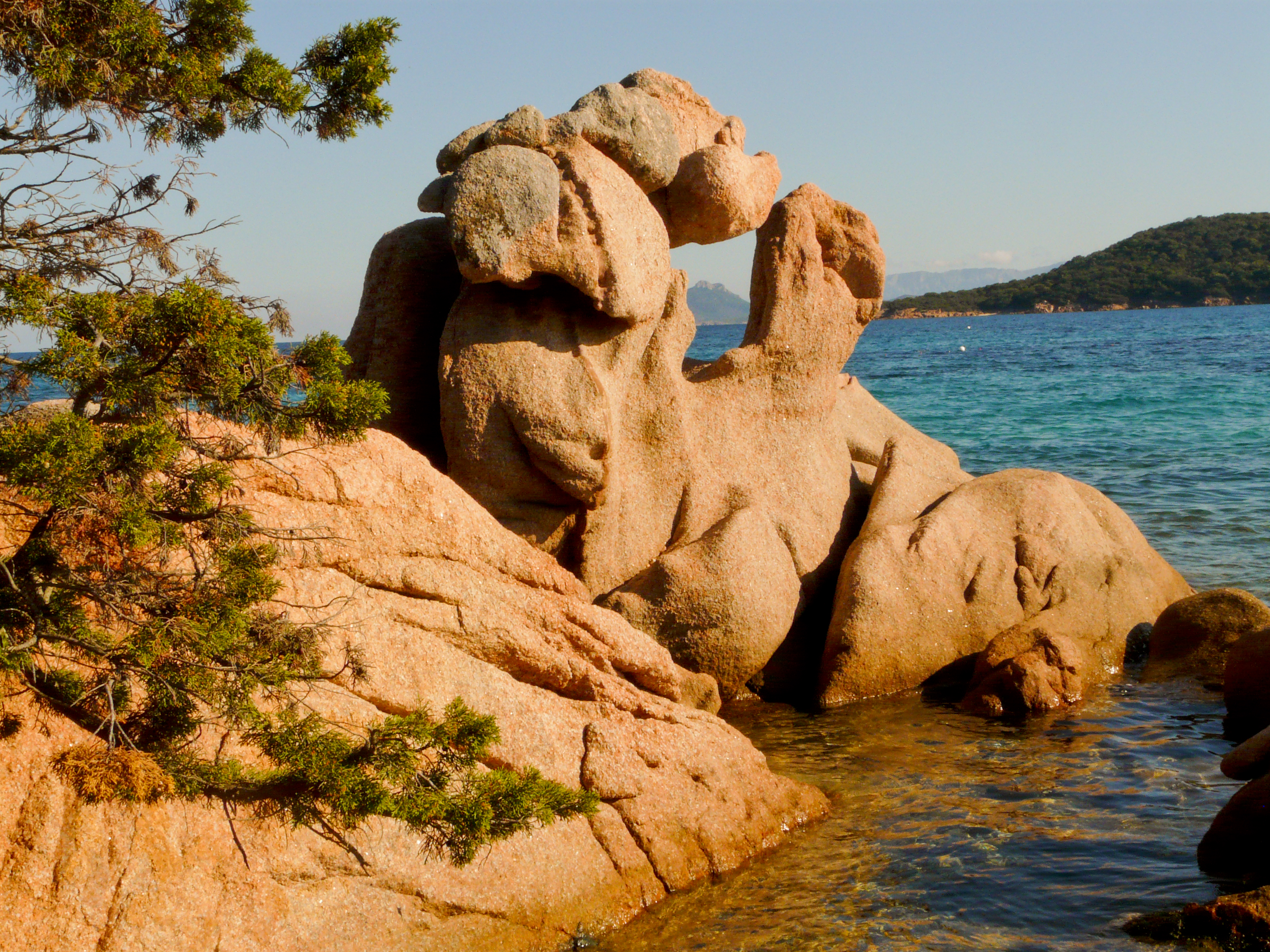
Typische Felsformationen aus Sardischem Granit an der Küste der Gallura
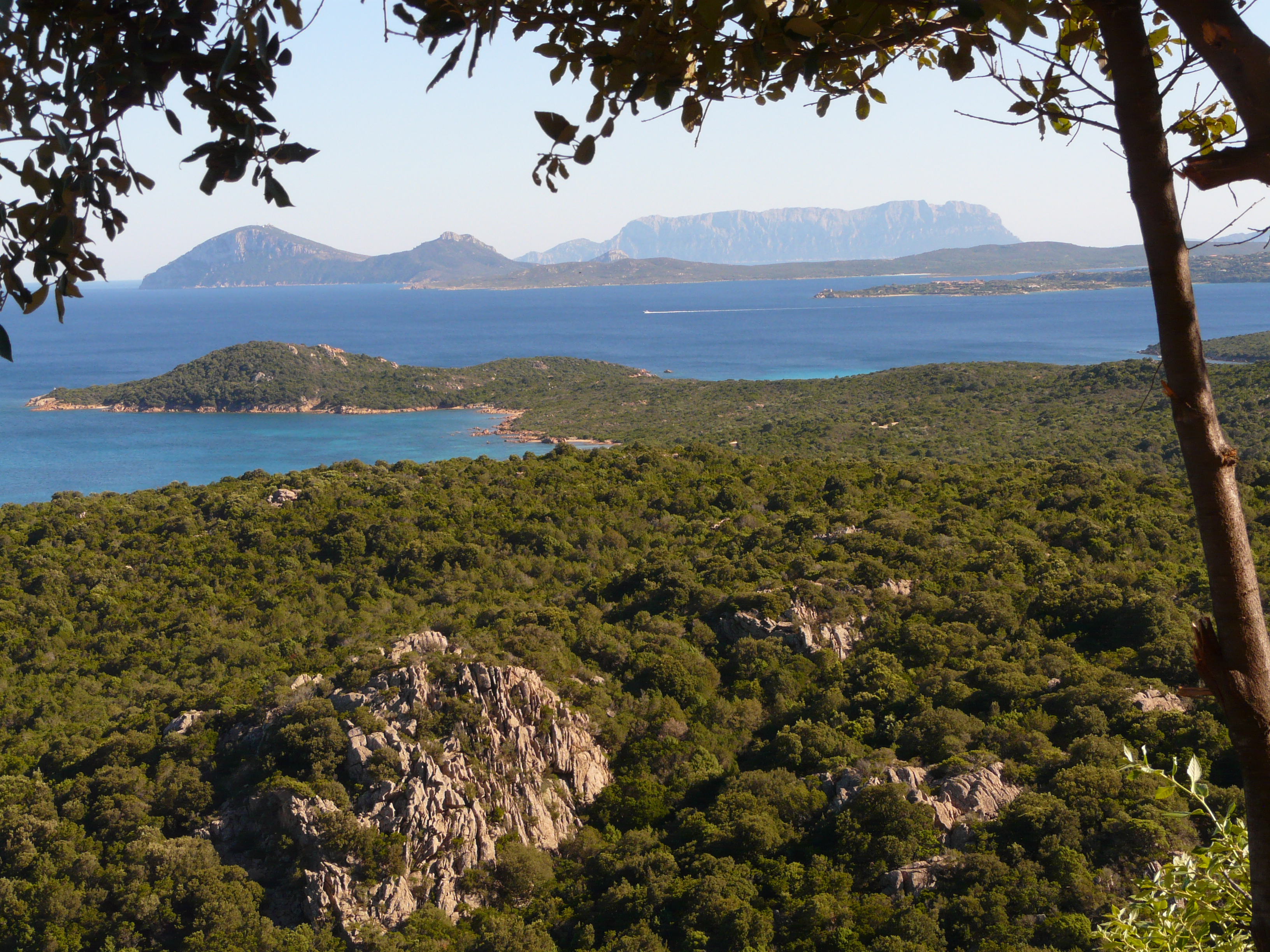
Blick über die berühmte Costa Smeralda
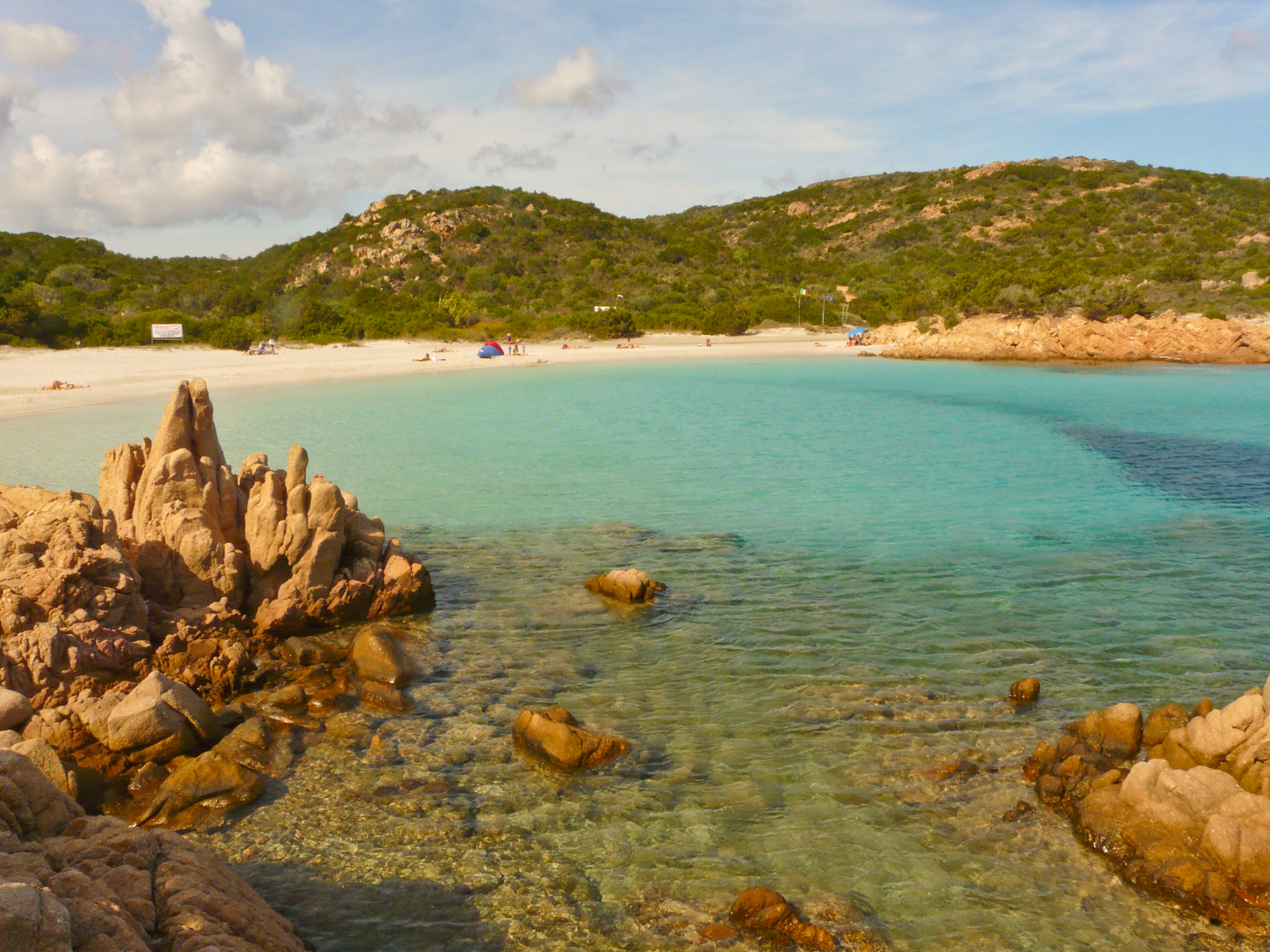
Strand an der Costa Smeralda
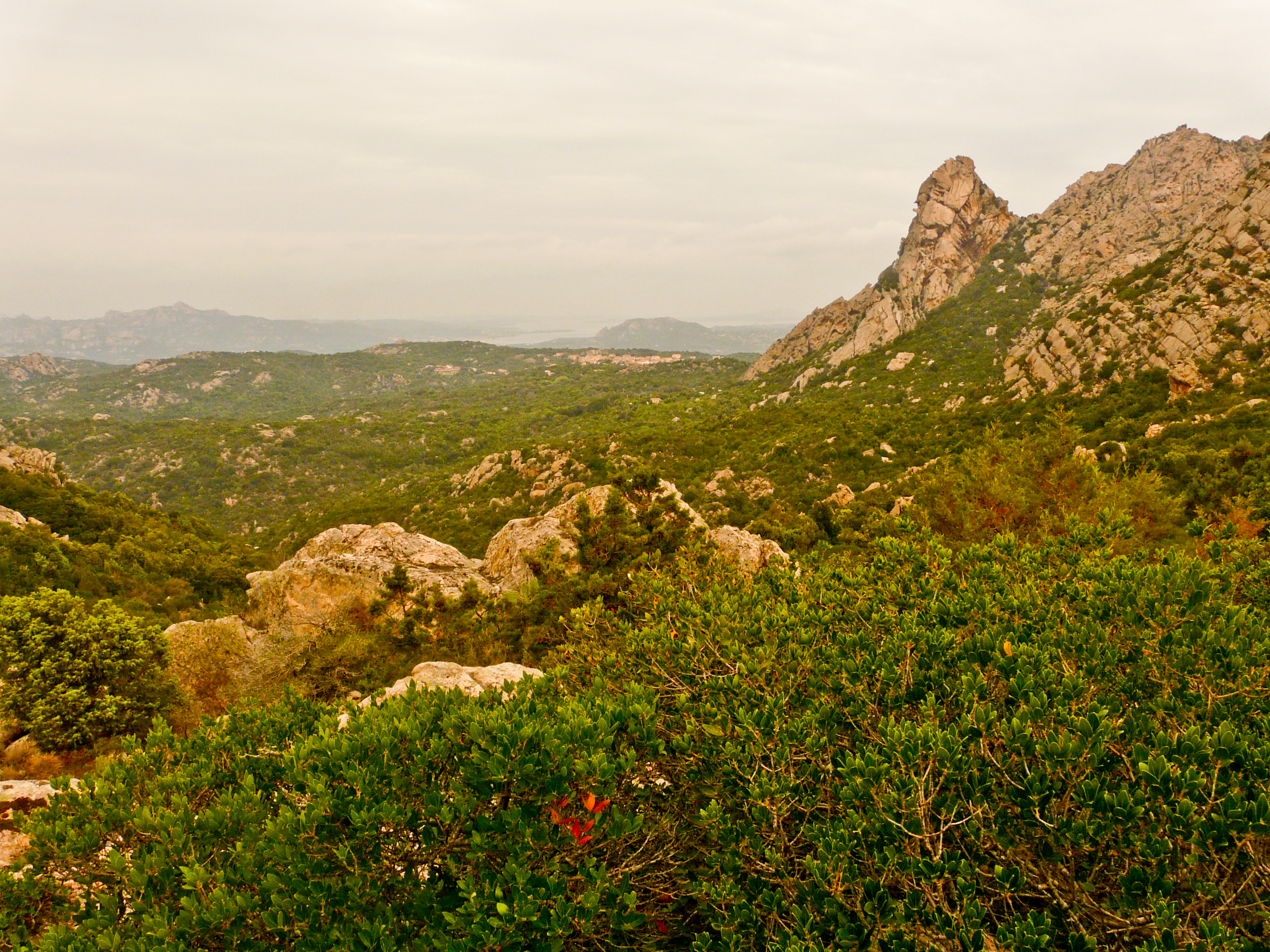
Blick vom San Pantaleo Massiv nach Norden über die östliche Gallura zum Golf Baja di Arzachena
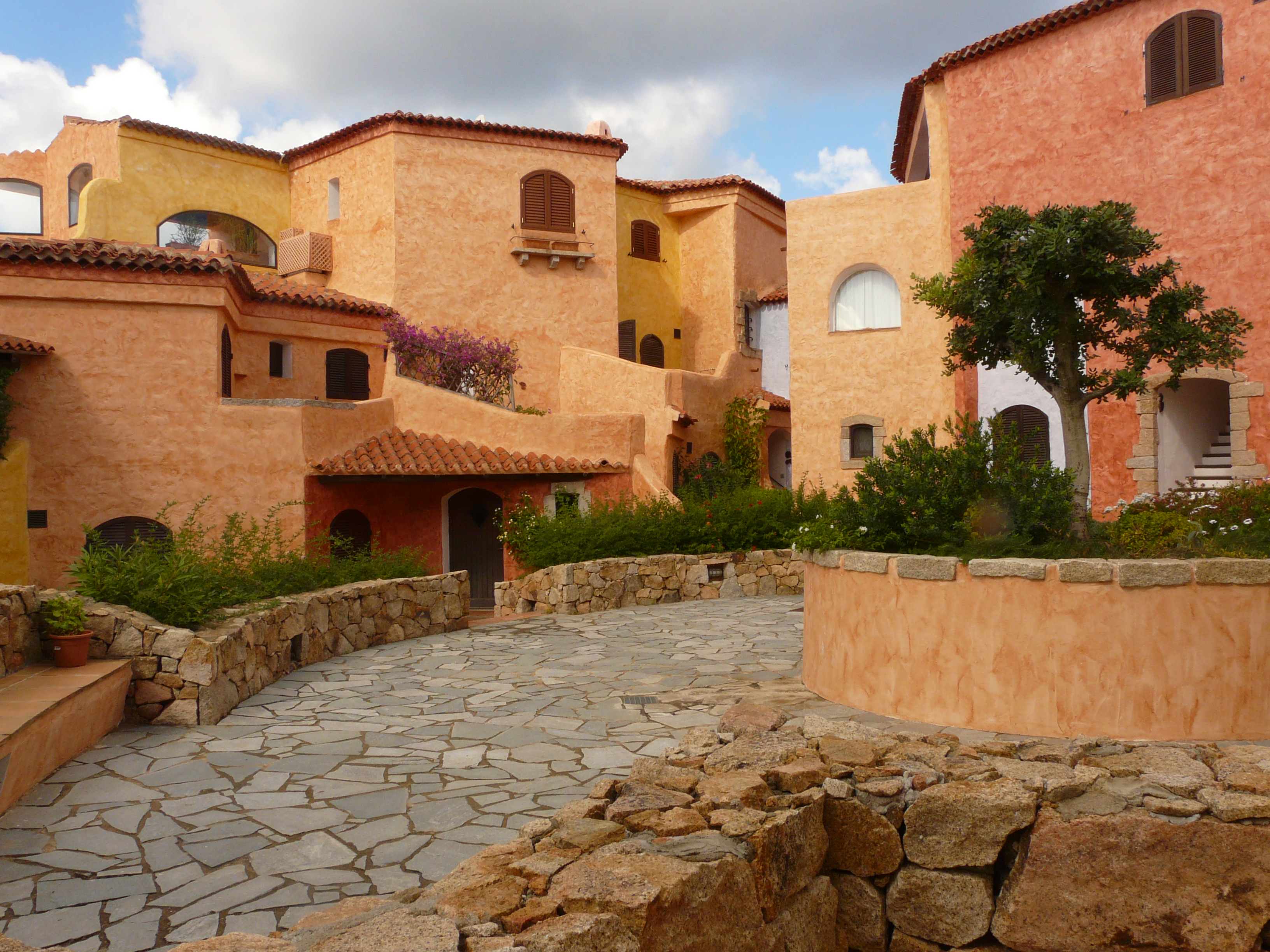
Piazetta im exklusiven Touristenort Porto Rotondo